# Jungah
Jung-ah (hangul: 정아), é um prenome coreano, mais usado como um nome feminino. Seu significado difere baseado no hanja usado para escrever cada sílaba do nome. Há 75 hanja com a leitura "jung" e 20 hanja com a leitura "a", na lista oficial de hanja do governo sul-coreano, que pode ser registrado para uso em outros nomes.

## Pessoas
- Kim Jung-ah (1981), cantora e dançarina sul-coreana, ex-integrante do grupo feminino After School.
- Park Jung-ah (1983), cantora e atriz sul-coreana, ex-integrante do grupo feminino Jewelry.